# سيدني ويليامسون
سيدني ويليامسون (بالإنجليزية: Sidney Williamson)‏ هو مغني ومدرس نيوزيلندي، ولد في 1870، وتوفي في 1935.